# Poręba Wielka (powiat limanowski)
Poręba Wielka – wieś w Polsce, położona w województwie małopolskim, w powiecie limanowskim, w gminie Niedźwiedź, w Gorcach. Wieś jest siedzibą Gorczańskiego Parku Narodowego.

## Położenie
Poręba Wielka położona jest u północnych podnóży Gorców, w dolinie potoku Porębianka i jego dopływu – potoku Koninka. Znana jest ze swoich walorów wypoczynkowych oraz uzdrowiskowych (gorące solanki jodobromowe). Stanowi punkt wypadowy w Gorce, m.in. na Turbacz, Obidowiec i Suhorę. Znajdują się tu również Obserwatorium astronomiczne na Suhorze, a także siedziba Gorczańskiego Parku Narodowego. Zabudowania miejscowości położone są około 500–670 m n.p.m.

## Integralne części wsi[5][4]
| części wsi | Banachy, Bastówka, Białonie, Borek, Bórczane, Brzyzek, Buchale, Chlipały, Cicharze, Daniele, Drapa, Filipy, Gąsiory, Gwałty, Halamy, Hucisko, Jopki, Kaciki, Kaczorówka, Kaczory, Koninki, Kopajdy, Kozyry, Kurki, Liberdy, Misiury, Morgi, Mościska, Nowa Wieś, Nowina, Ostra, Pańskie, Podgronie, Poręba Dolna, Rówieńki, Rusnaki, Satry, Słoniany, Starmachy, Stróże, Tramy, Zagronie, Zapały, Zochry |

## Historia

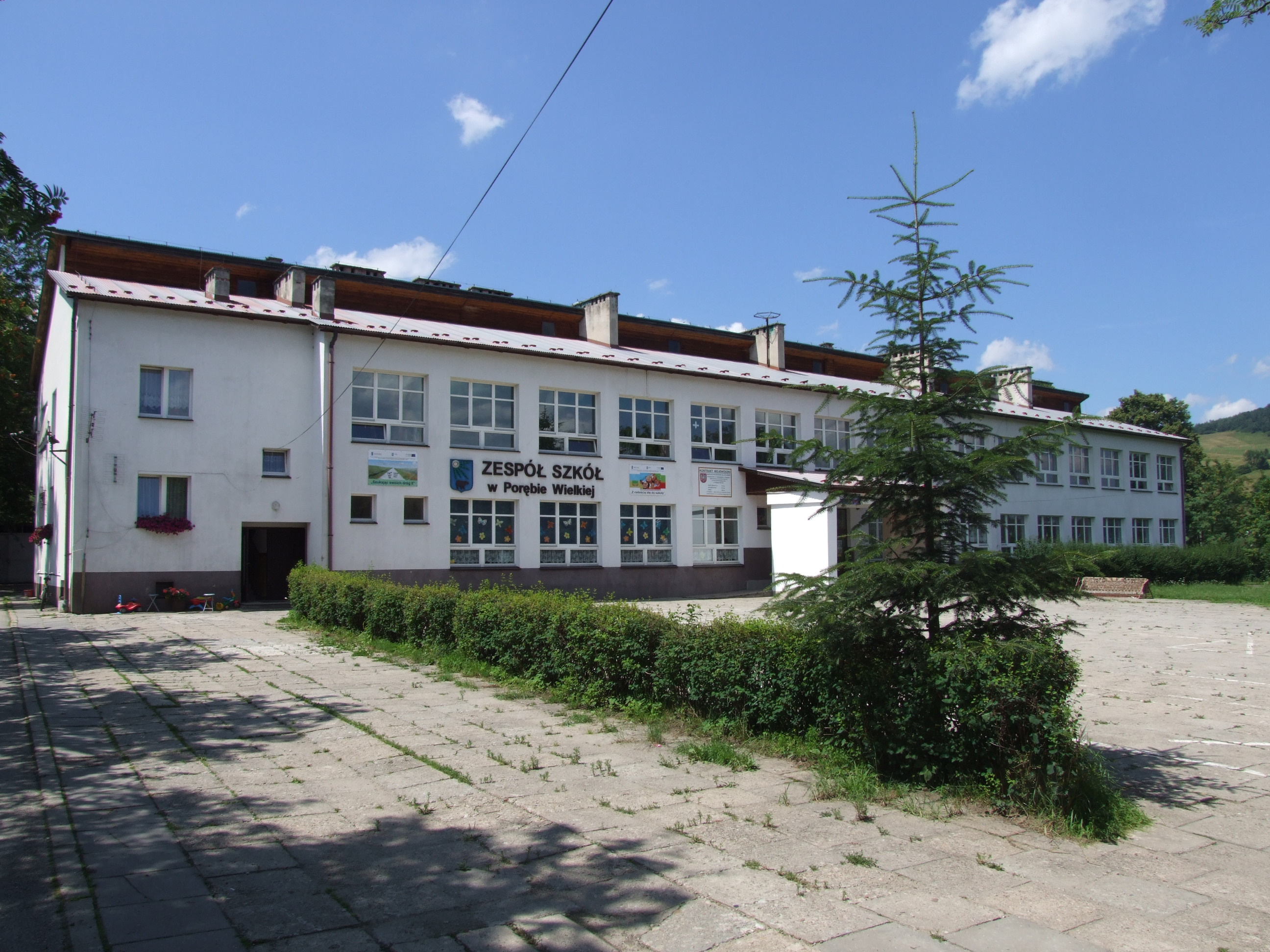
Zespół szkół

Pierwsza osada powstała prawdopodobnie u schyłku XIII wieku. Nazwa Poręba wywodzi się od wyrąbanego kawałka puszczy i wskazuje na to, że siedlisko to założyli tzw. wyrębnicy. Istnieje też duże prawdopodobieństwo, że osada powstała jako przystanek noclegowy na przebiegającym tędy szlaku handlowym z Krakowa na Spisz. Faktem jest, że tereny te były własnością zakonu cystersów ze Szczyrzyca, którzy mieli przywilej lokowania wsi na prawie niemieckim. Pierwsza pisemna wzmianka o Porębie Wielkiej pochodzi z 1380 roku, kiedy wyrokiem sądu królewskiego ziemie te zostały odebrane cystersom i ponownie włączone do dóbr królewskich Ludwika Węgierskiego.
Dokumenty z 1254 i 1365 roku wspominają o potoku „Mezwedza” (Niedźwiedzia), wskazując na lokalizację na tym terenie osady Niedźwiedź, należącej do tzw. Klucza Porębskiego, historycznej i zwyczajowej nazwy okolic, chociaż obecnie administracyjnie to Poręba podlega Niedźwiedziowi, jako gminie.
W XV wieku Poręba stanowiła główną wieś tzw. klucza porębskiego i pozostawała w rękach rodu Ratułdów. Około 1564 roku w wyniku małżeństwa Beaty Ratołdówny i Jana Pieniążka, wieś przeszła w zarządzanie rodu Pieniążków, którzy założyli na tym terenie folwark, na którym odrabiali pańszczyznę okoliczni chłopi.
W XVI wieku Poręba Wielka była centrum administracyjnym, w skład którego wchodziły następujące miejscowości: Niedźwiedź, Podobin, Witów, Zawada, Konina, Łostówka, Łętowe, Mszana Górna i Lubomierz. W 1607 roku dobra te przeszły na własność rodu Lubomirskich z Wiśnicza. Sebastian Lubomirski założył w Porębie hutę szkła, która usytuowana była na terenie dzisiejszych Koninek (obecnie miejsce to nosi nazwę Hucisko). W pobliżu huty znajdowała się tzw. potasznia, w której wypalano potaż. Ponadto w Porębie dobrze prosperował browar oraz folusz, gdzie wytwarzano sukno doskonałej jakości. W 1710 roku Poręba przeszła w ręce Sanguszków, stanowiąc część posagu Marii Lubomirskiej, która poślubiła Pawła Karola Sanguszkę.
W latach 1751–1945 wieś stanowiła dzierżawę, a następnie własność rodu Wodzickich. Mimo że nigdy żaden z członków rodu nie mieszkał w Porębie Wielkiej na stałe, pozostał założony przez nich park wraz z fragmentaryczną dawną zabudową dworską.

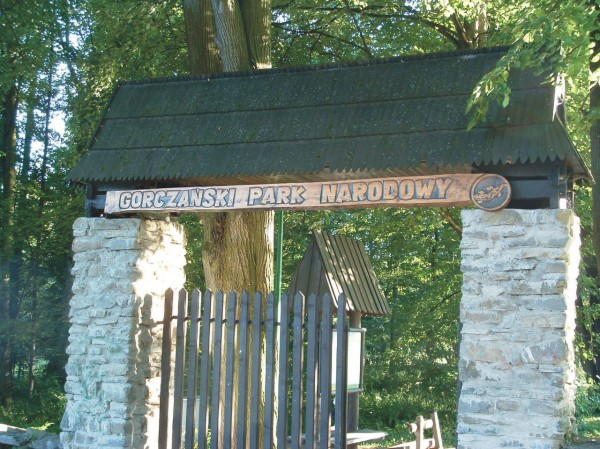
Brama do parku Wodzickich

W 1905 r. Towarzystwo Kolonii Wakacyjnych odkupiło od hr. Antoniego Wodzickiego stary drewniany budynek podworski na terenie Poręby Wielkiej. Zorganizowano w nim kolonie dla młodzieży gimnazjalnej z Krakowa. W pierwszej kolonii brało udział 34 uczniów, lecz po zbudowaniu nowego budynku w 1907 r. liczba uczestników wzrosła do 120 uczniów. W 1914 r. Towarzystwo pozyskało murowany budynek, w którym obecnie mieści się Dom Wczasów Dziecięcych. W latach 1924–1938 wybudowano wodociąg oraz basen kąpielowy. To tutaj w 1927 r. swój jubileusz literacki obchodził Władysław Orkan. Istotny wkład w rozwój placówki miało dwóch obywateli Mszany Dolnej. Franciszek Dubowy jako dyrektor fabryki konserw rybnych C. Warhanek dotował kolonie. Mszański medyk dr Władysław Czapliński pełnił z kolei w obiekcie dyżury lekarskie. Działalność Towarzystwa Kolonii Wakacyjnych w Porębie Wielkiej przyczyniło się do wzrostu turystycznej popularności całego regionu.

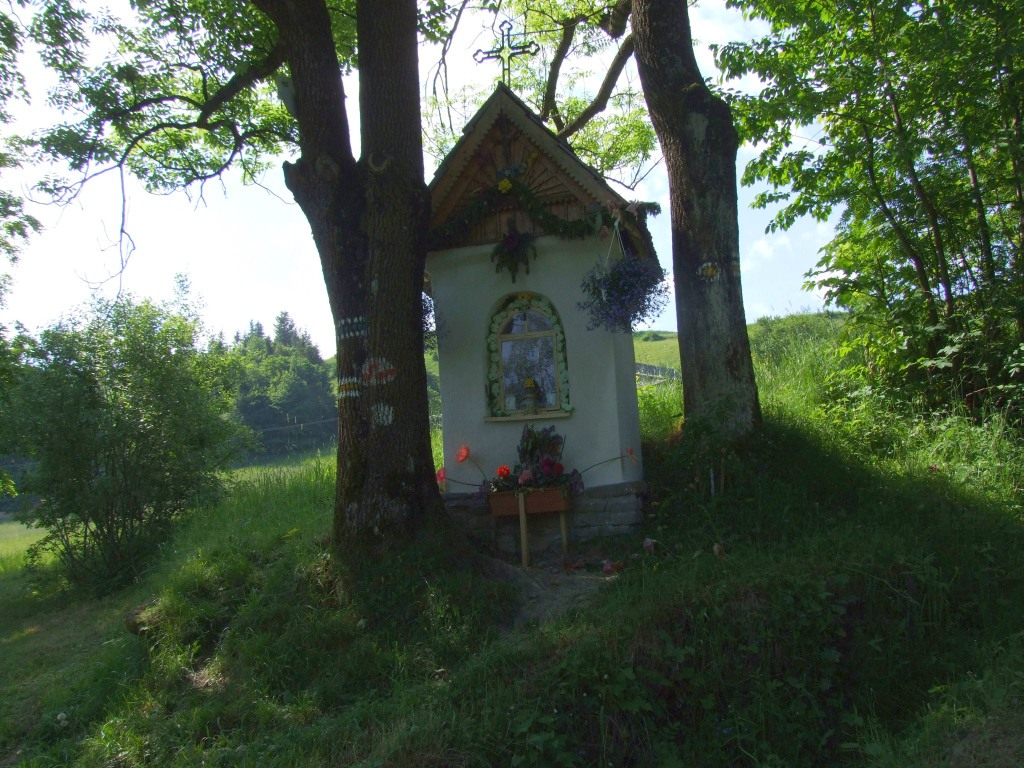
Kapliczka ufundowana przez Katarzynę Smreczyńską, matkę Władysława Orkana, w 1918 roku

W latach 1950–1953 w Porębie Wielkiej przeprowadzono odwierty geologiczne, które ujawniły obecność solanki jodobromowej o temp. 27 °C. W latach 70. XX wieku odwierty powtórzono, docierając do warstwy wód geotermalnych o temp. 42 °C. W przyszłości mają tam powstać baseny termalne. Departament Geologii i Koncesji Geologicznych Ministerstwa Środowiska wydał spółce Gorczańskie Wody Termalne koncesję na przeprowadzenie badań w jednym z odwiertów w Porębie Wielkiej. Koncesja zezwala na naukowe sprawdzenie walorów eksploatacyjnych wód termalnych w odwiercie Poręba Wielka IG -1. W 2018 roku ukończono budowę szpitala balneologicznego, który będzie działał na bazie źródeł. 
Przy odwiercie pod koniec 2018 roku zbudowano amfiteatr i tężnie solankowe. W dniu 15.01.2022 na terenie Poręby Wielkiej uruchomione zostały Termy Gorce wykorzystujące wody termalne do celów rekreacyjnych oraz baleneologicznych.  Obiekt funkcjonuje na terenie budynku Centrum Rekreacji i Balneologii. Do dyspozycji turystów jest basen, jacuzzi, grota solna i sauny. Istnieją  dalsze plany rozbudowy obiektu o basen zewnętrzny oraz bazę noclegową. 
W latach 1975–1998 wieś należała administracyjnie do województwa nowosądeckiego.

## Zabytki
Obiekt wpisany do rejestru zabytków nieruchomych województwa małopolskiego.
- Zespół dworski: dwór (spalony 1945), oficyna dworska (spalona 1945), park dworski;
- Orkanówka.

## Turystyka

### Szlaki turystyczne

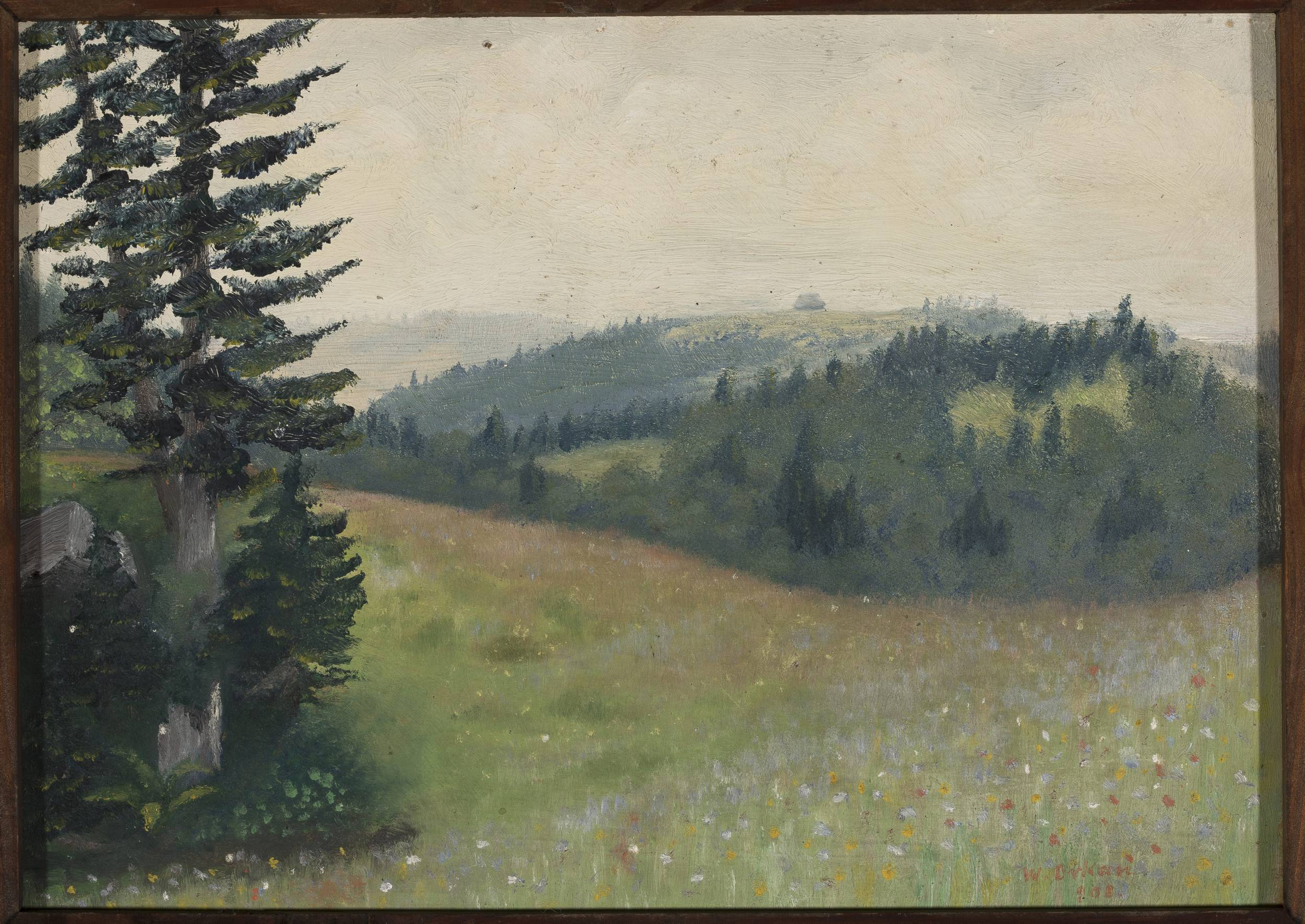
Krajobraz z Gorców - Poręba Wielka, obraz Władysława Orkana

Przez Porębę Wielką prowadzą szlaki znakowane:
 – do Rabki przez Olszówkę
 – z Koninek przez polanę Szałasisko, polanę Średnie na Turbacz
 – przez Niedźwiedź i Orkanówkę na Turbacz.
 – przez Jaworzynę Porębską, Tobołów, Suhorę, Obidowiec do schroniska na Starych Wierchach
 – z Koninek do domu Władysława Orkana
 – z Poręby Górnej do bacówki na Maciejowej i dalej przez Ponice, Świńską Górę do kościółka na Piątkowej
Ponadto na terenie parku przydworskiego i na zboczu sąsiedniej góry Chabówka wyznaczono ścieżkę edukacyjną o długości 3,5 km, która umożliwia zapoznanie się z walorami przyrodniczymi i historią Poręby Wielkiej.

### Atrakcje turystyczne

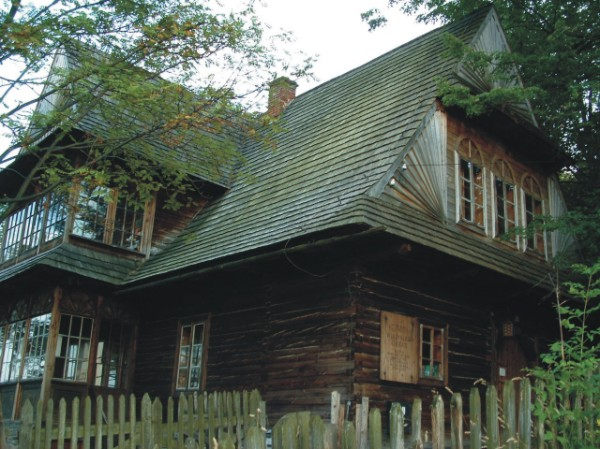
Muzeum Biograficzne Władysława Orkana „Orkanówka”

- Park podworski Wodzickich w Porębie Wielkiej z XVI w. z wiekowymi drzewami: wiązami, jaworami, lipami, modrzewiami i in. (największe z nich – tzw. wiąz Władysława Łokietka ma 6 metrowy obwód pnia), pozostałości zabudowań dworskich: lamus oraz zachowane fragmentarycznie oficyna dworska i modrzewiowy dworek Wodzickich[13][12].
- Od parku w kierunku Niedźwiedzia wiedzie 150-letnia aleja jaworowa[12].
- Nad wsią w przysiółku Zagronie znajduje się Muzeum Biograficzne Władysława Orkana tzw. „Orkanówka”[13].
- Na stokach Tobołowa w Koninkach działa zimą stacja narciarska[13][17].
- Na osiedlach Poręby Górnej i Koninek znajdują się stare, pięknie zdobione budynki w stylu zagórzańskim.
- Na osiedlach Filipy, Kozyry i Pode Dworem oraz na Jaworzynie Kamienickiej znajdują się stare kapliczki przydrożne (dwie przy parku Wodzickich prawdopodobnie jeszcze z czasów Lubomirskich)[13].
- Obserwatorium astronomiczne na Suhorze – najwyżej położone obserwatorium w Polsce[13].
- Na okolicznych polanach reglowych znajdują się drewniane szałasy pasterskie[13].
- Kościół Matki Bożej Fatimskiej, będący kościołem parafialnym parafii w Porębie Wielkiej.